# Кам'яновугільне товариство Нижньої Кринки
«Кам'яновугільне товариство Нижньої Кринки» - вугледобувна компанія Донецького кам'яновугільного басейну зі змішаним російсько-французьким капіталом у 1900-1903 роках.
Статут затверджений на найвищому рівні 10 березня 1900 року. Правління Товариства складалося з семи директорів і розташовувалося в Катеринославі.
У 1897 землі в районі станиці Нижня Кринка (нині селище міського типу Донецької області України) куплені московським купцем Пєшковим, який відкрив Ясинівський рудник. Через два роки рудник придбано німецьким акціонерним товариством гірничо-заводської промисловості «Монтаж». Згодом тут збудовано коксо-бензольний завод, механічні майстерні, залізничну гілку на ст. Монахове, електростанція. Завод постачав продукцію 11 компаніям. Саме тут у березні 1900 підприємцями — інженером Горяїновим, французькими підданими Біанки і Горже (які стали керівниками компанії) засновано Кам'яновугільне товариство Нижньої Кринки.
До 1900 частка вугілля, добутого на шахтах, що повністю або частково належали іноземним підприємцям, становила 76,2% всього видобутку «чорного золота» Верхньо-Макіївської волості Донецького округу Області війська Донського.
Керівництво рудниками, як фінансове, так і технічне, здійснювалося переважно іноземцями. Незважаючи на те, що Нижньо-Кринківським рудником керували французи, в Статуті Товариства  було сказано: «Із загальної кількості семи директорів і двох кандидатів чотири директори і один кандидат мають бути російські піддані…», і в даному випадку рудник не був винятком. Проте, в 1903 «Кам'яновугільне товариство Нижньої Кринки» збанкрутувало і рудник компанії був придбаний гірничопромисловцем Фоміним.